# Jesús Mariano Angoy
Jesús Mariano Angoy (Alagón, 22 mei 1966) is een voormalig Spaans voetballer en Americanfootballspeler. Hij is bovendien de voormalige schoonzoon van voormalig Nederlands voetballer en voetbaltrainer Johan Cruijff, aangezien hij getrouwd was met Cruijffs oudste dochter Chantal. Het stel scheidde.

## Voetbal
Angoy begon zijn profloopbaan in het seizoen 1989/1990 als keeper bij CD Logroñés op huurbasis van FC Barcelona. Na vier seizoenen bij Barcelona Atlètic, was hij van 1994 tot 1996 derde doelman bij het eerste elftal van FC Barcelona achter Carles Busquets en Julen Lopetegui. Angoy speelde uiteindelijk tien competitiewedstrijden, één bekerduel, zeven wedstrijden in de Copa de Catalunya en één UEFA Cup-wedstrijd in september 1995 tegen Hapoel Beer Sheva. In 1996 vertrok Angoy naar Córdoba CF, maar in hetzelfde jaar beëindigde hij zijn loopbaan als voetballer.
In 2006 maakte Angoy een kortdurende rentree bij CE Europa maar blessures voorkwamen een terugkeer op het veld. Sinds januari 2009 is hij keeperstrainer bij CE Europa.
In februari 2016 werd hij aangesteld als hoofdcoach van CD Morell.

## American football
Van 1996 tot 2003 was Angoy kicker bij Barcelona Dragons, waarmee hij in de NFL Europe speelde en World Bowl V won. Aansluitend speelde hij nog in Italië bij de Bergamo Lions.